# اللجنة الوطنية الاستشارية لحقوق الإنسان
اللجنة الاستشارية الوطنية لحقوق الإنسان (Commission nationale consultative des droits de l'homme) ، (CNCDH) هي منظمة حكومية فرنسية تم إنشاؤها في عام 1947  من قبل مقبوض من وزارة الخارجية لمراقبة احترام حقوق الإنسان في البلاد. ويجوز له أن يعمل كمستشار للحكومة ويقترح القوانين، ثم يراقب تطبيق الإجراءات الحكومية والقوانين التي يصوت عليها البرلمان.
وتخضع اللجنة الوطنية الاستشارية لحقوق الإنسان لسلطة رئيس الوزراء، ويرأسها مديرة، كريستين لازيرجيس، التي يمكن استدعاؤها من قبل مكتب رئيس الوزراء، أو يمكنها أن تأخذ زمام المبادرة في التشاور معه. يكلف قانون جايسو لعام 1990 م اللجنة الوطنية لحقوق الإنسان بتقديم تقرير سنوي عن حالة النضال ضد العنصرية في فرنسا. 

## أنظر أيضاً
- المؤسسات الوطنية لحقوق الإنسان
- اللجنة الفرنسية لتكافؤ الفرص ومكافحة التمييز

## روابط خارجية
- الموقع الرسمي